# 五井松平家
五井松平家是以三河松平氏第三代當主松平信光第七子松平忠景為家祖的松平氏庶流。因為領有三河國寶飯郡五井（今愛知縣蒲郡市五井町）而稱五井松平家。十八松平之一。
第五代當主景忠曾為德川家康立下戰功，第七代當主忠實由第二代將軍德川秀忠獲賜下總國海上郡，石高6千石，但最後沒能成為大名，只為上級旗本。後代都是寄合，幕末時還存在。

## 歷代當主
1. 松平忠景
2. 松平元心
3. 松平信長
4. 松平忠次
5. 松平景忠
6. 松平伊昌
7. 松平忠實
8. 松平伊耀
9. 松平忠益
10. 松平忠朝
11. 松平忠根
12. 松平忠寄
13. 松平忠命
14. 松平忠元
15. 松平忠質
16. 松平忠凱
17. 松平弘之助